# Saïd Sadi
Saïd Sadi (ur. 26 sierpnia 1947 w Aghribs, Kabylia), algierski polityk, przewodniczący Zgromadzenia na rzecz Kultury i Demokracji (RCD, Rassemblement pour la Culture et la Démocratie), działacz na rzecz praw człowieka oraz kultury berberyjskiej.

## Życiorys
Saïd Sadi z wykształcenia jest psychiatrą. Ukończył medycynę na Uniwersytecie w Algierze. Jako student dołączył do podziemnej organizacji, Frontu Sił Socjalistycznych (FSS, Front des Forces Socialistes), domagającej się przestrzegania praw człowieka i praw pracowniczych w Algierii. Sprzeciwiał się jednopartyjnym rządom Frontu Wyzwolenia Narodowego. Był rzecznikiem praw Berberów, wzywał do uznania języka berberyjskiego za narodowy i docenienia kultury berberyjskiej. W 1980 był jednym z liderów w czasie tzw. Wiosny Berberyjskiej, szeregu demonstracji, domagających się równych praw dla ludności berberyjskiej w Algierii. W latach 80. XX w. za swoją działalność polityczną był pięciokrotnie więziony. W 1985 Said Sadi założył Algierską Ligę Praw Człowieka. 
W 1989, po wprowadzeniu w Algierii systemu wielopartyjnego, Sadi założył Zgromadzenie na rzecz Kultury i Demokracji (RCD), partię opowiadającą się za sekularyzmem oraz kulturowym pluralizmem. Wziął udział w wyborach prezydenckich 16 listopada 1995. Zajął w nich trzecie, zdobywając ponad 1,1 mln głosów (9,6%). Kolejne wybory prezydenckie w 1999 jego partia zbojkotowała. Po wyborach Sadi udzielił poparcia nowemu prezydentowi Abdelazizowi Buteflice. W jego gabinecie Zgromadzenie na rzecz Kultury i Demokracji zajmowało dwa stanowiska. W 2001 Sadi wycofał poparcie dla rządu, po antyrządowych demonstracjach, spowodowanych zabiciem młodego chłopaka przez żandarmerię narodową.
8 kwietnia 2004 Sadi wziął po raz drugi udział w wyborach prezydenckich i zajął w nich czwarte miejsce z wynikiem 197 tysięcy głosów poparcia (1,9%).